# گرانش (کتاب)
گرانش (به انگلیسی: Gravitation) نام خلاصه مشهوری از نظریه گرانش اینشتین است که توسط چارلز میسنر، کیپ تورن و جان ویلر نوشته شده است. به خاط سرشناس بودن این کتاب، پژوهشگران از آن به عنوان "انجیل" نسبیت عام یاد می کنند. این کتاب اغلب ام.تی.دبلیو (MTW) خوانده می شود که برگرفته از حروف نخست نامهای نویسندگان آن است. نخستین بار توسط انتشارات دبلیو.اچ. فریمن و شرکت در سال  ۱۹۷۳ چاپ گشت.
این کتاب، کتابی قطور با بیش از ۱۲۰۰ صفحه است و بسیاری از جنبه های نسبیت عام و همچنین برخی از گسترش های آن به همراه تاییدات تجربی را پوشش می دهد.